# Neuvy-Bouin
Neuvy-Bouin is een gemeente in het Franse departement Deux-Sèvres (regio Nouvelle-Aquitaine) en telt 506 inwoners (2005). De plaats maakt deel uit van het arrondissement Parthenay.

## Geografie
De oppervlakte van Neuvy-Bouin bedraagt 25,8 km², de bevolkingsdichtheid is 19,6 inwoners per km².
De onderstaande kaart toont de ligging van Neuvy-Bouin met de belangrijkste infrastructuur en aangrenzende gemeenten.

## Demografie
Onderstaande figuur toont het verloop van het inwonertal (bron: INSEE-tellingen).